# 조삼모사 (만화)
조삼모사는 만화가 고병규의 2컷 만화로, 중국의 고사성어 중 하나인 조삼모사(朝三暮四)의 일화를 패러디하여 화제가 된 만화이다. 실제 고사성어 조삼모사는 송나라의 저공이 원숭이들의 먹이가 부족하여 생각해낸 방책으로, 눈앞에 보이는 차이만 알고 결과가 같은 것을 모르는 어리석음을 비유하거나 남을 농락하여 자기의 사기나 협잡술 속에 빠뜨리는 행위를 비유하는 고사성어이다.

## 내용

### 고사성어 속 내용
실제 조삼모사는 이러한 내용이다.
1. 송나라의 저공이 원숭이들에게 “먹이가 부족하니 너희들에게 주는 도토리를 아침에 3개, 저녁에 4개로 줄이겠다.”고 말하자, 원숭이들이 화를 낸다.
2. 그러자 저공이 원숭이들에게 “그러면 도토리를 아침에 4개, 저녁에 3개로 바꾸겠다.”고 말하자, 무식한 원숭이들은 총 개수가 같음을 모르고 좋아한다.

### 만화 속 내용
만화 조삼모사는 다음의 두 컷으로 그려져 있다.
1. 송나라의 저공이 원숭이들에게 “먹이가 부족하니 너희들에게 주는 도토리를 아침에 3개, 저녁에 4개로 줄이겠다.”고 말하자, 원숭이들이 화를 낸다.
2. 저공이 돌아서면서 “싫으면 그냥 굶어라.”고 하자 원숭이들의 태도가 갑자기 바뀌며 저공의 어깨를 붙잡고 “예전부터 꼭 그렇게 먹어보고 싶었습니다.”는 말을 남긴다.

## 패러디
그 자체가 패러디였던 만화 조삼모사는 수많은 패러디를 양산했다. 예를 들어, 다음과 같다.
장면 1
선생: 이번 수학 여행 지역은 경주로 결정되었다.
학생들: 아니 왜 또 경주입니까. 경주만 벌써 다섯번째입니다!
장면 2
선생: 초대가수 채연이라던데...
학생들: 조상의 문화를 꼭 느껴보고 싶습니다.

위 내용을 간단히 요약하면, 학교측에서 수학 여행 지역을 경주로 결정한 것을 학생들에게 통보하자 학생들이 경주는 거의 매번 갔다와서 지겹다는 식으로 거센 반발을 하였고, 이에 선생이 경주에 채연이 초대가수로 온다는 말을 하자 학생들이 ‘조상의 문화를 꼭 느껴보고 싶다’면서 갑자기 환영하는 분위기로 반전되는 내용이다. 이와 같이 만화 조삼모사와 그 패러디는 후반에 등장 인물의 비굴한 면이 드러나며 웃음을 자아낸다.

## 보도자료
- ［만화］두컷만화 ‘조삼모사 패러디 시리즈’ 열풍, 경향신문, 2006년 6월 8일.